# Ponzano Monferrato
Ponzano Monferrato est une commune italienne de la province d'Alexandrie, dans la région du Piémont.

## Administration
| Période                                  | Période  | Identité      | Étiquette | Qualité |
| ---------------------------------------- | -------- | ------------- | --------- | ------- |
| 08/06/2009                               | En cours | Paolo Lavagno |           |         |
| Les données manquantes sont à compléter. |          |               |           |         |

### Communes limitrophes
Castelletto Merli, Cereseto, Mombello Monferrato, Moncalvo, Serralunga di Crea.